# 32 Dywizjon Rakietowy Obrony Powietrznej

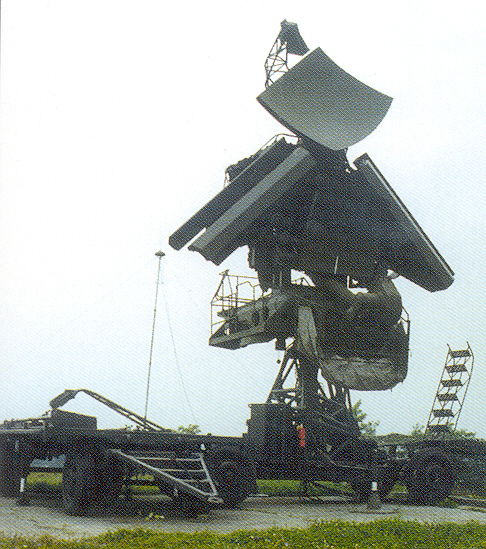
Radar zestawu S-125 Newa

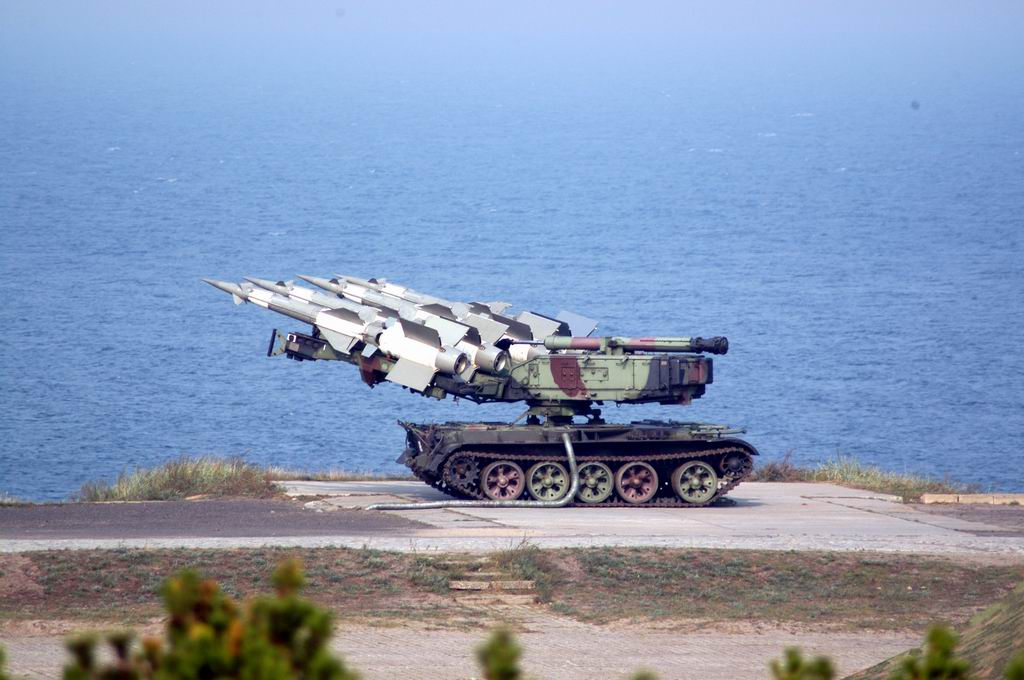
S-125 Newa SC

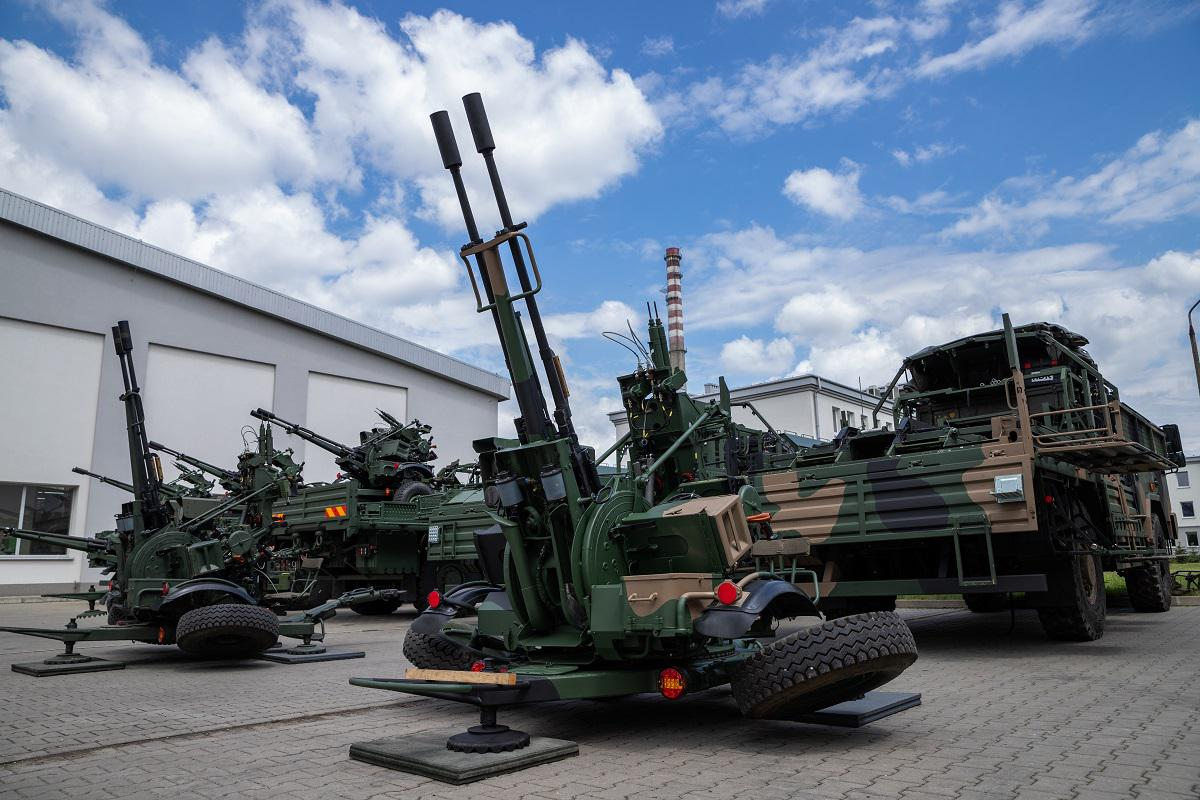
PSR-A Pilica

32 Wieliszewski dywizjon rakietowy Obrony Powietrznej im. gen. dyw. Gustawa Konstantego Orlicz-Dreszera – oddział Wojsk Obrony Przeciwlotniczej Sił Powietrznych stacjonujący w Olszewnicy Starej podporządkowany dowódcy 3 Warszawskiej Brygady Rakietowej OP; powstał 1 stycznia 2012 na bazie rozformowanego 60 dywizjonu rakietowego OP.
Dywizjon powołany został rozkazem Dowódcy Sił Powietrznych Nr PF 95 z dnia 31 marca 2011 roku w sprawie zmian organizacyjnych w Siłach Powietrznych oraz rozkazem Dowódcy 3 Brygady Rakietowej Obrony Powietrznej nr PF 44 z  21 kwietnia 2011 w sprawie zmian organizacyjnych w 3 BR OP.

## Historia
Na podstawie decyzji nr 54/MON Ministra Obrony Narodowej z 28 lutego 2012  32 dywizjon rakietowy Obrony Powietrznej:
- przejmuje i z honorem kultywuje dziedzictwo tradycji:
  - 7 dywizjonu rakietowego Obrony Powietrznej (1962-2011),
  - 62 dywizjonu rakietowego Obrony Powietrznej (1970-2011),
  - 60 Wieliszewskiego dywizjonu rakietowego Obrony Powietrznej im. gen. dyw. Gustawa Konstantego Orlicz-Dreszera (1970-2011);
- przejmuje sztandar rozformowanego 60 Wieliszewskiego dywizjonu rakietowego Obrony Powietrznej;
- przyjmuje wyróżniającą nazwę „Wieliszewski”;
- otrzymuje imię gen. dyw. Gustawa Konstantego Orlicz-Dreszera;
- ustanawia się doroczne święto 32 dywizjonu rakietowego Obrony Powietrznej w dniu 4 czerwca[2].

Decyzją Nr 407/MON Ministra Obrony Narodowej z dnia 27 grudnia 2012 wprowadzono odznakę pamiątkową, oznakę rozpoznawczą oraz proporczyk na beret 32 Wieliszewskiego dywizjonu rakietowego Obrony Powietrznej im. gen. dyw. Gustawa Konstantego Orlicz-Dreszera.

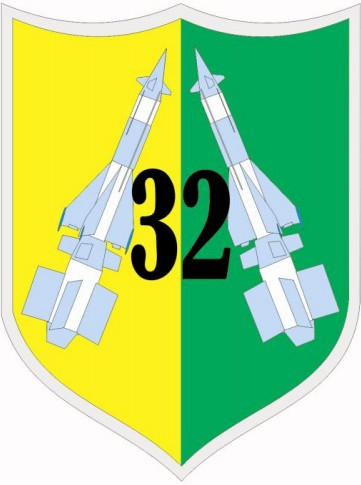
Oznaka rozpoznawcza
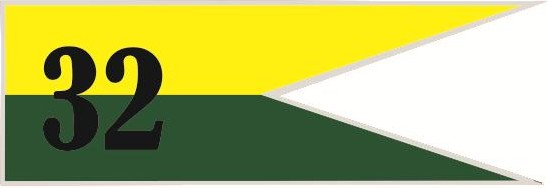
Proporczyk na beret

## Struktura 32 dr OP
- pion techniczny
- sekcja wychowawcza
- bateria dowodzenia
- bateria zabezpieczenia
- bateria techniczna
- zespół ogniowy – Olszewica Stara
- zespół ogniowy – Borzęcin
- zespół ogniowy – Borzęcin[3]

## Uzbrojenie
- S-125 Newa SC – 3 zestawy[4]
- PSR-A Pilica

## Dowódcy dywizjonu
- ppłk Dariusz Cichal – 26 października 2011 – 25 lutego 2015
- ppłk Marek Oliwkowski – 26 lutego 2015 – 8 czerwca 2017
- cz. p.o. mjr Marcin Szlawski – 8 czerwca 2017 – 11 października 2017
- ppłk Grzegorz Konkel – 11 października 2017 – 17 marca 2023
- ppłk Artur Borowiec – 03 kwietnia 2023 –  nadal[5]